# Moon-sur-Elle

Moon-sur-Elle este o comună în departamentul Manche, Franța. În 1 ianuarie 2022 avea o populație de 779 de locuitori.